# Ernie Haase
Ernie Haase (Evansville, Indiana, 1964) é um cantor cristão, conhecido por sua passagem pelo grupo The Cathedral Quartet. Haase iniciou sua carreira no final da década de 1980, mais específicamente em 1985, integrando o grupo Dixie Melody Boys como primeiro tenor. Em 1987, Haase cantou com Squire Parsons & Redeemed. Em 1990, Haase foi convidado para substituir Kurt Young no famoso Cathedral Quartet. Na época, Haase namorava Lisa, sua futura esposa, filha de George Younce, baixo do grupo.
Ernie foi o último tenor do Cathedral Quartet, permanecendo com o grupo de 1990 a 1999, ano em que o grupo se retirou, devido à frágil saúde de Glen Payne e George Younce. No ano seguinte, Haase integrou o Old Friends Quartet, grupo formado por Younce, juntamente com Jake Hess e Wesley Pritchard. Entretanto, devido à saúde declinante de Younce e Hess, o grupo encerrou suas atividades em 2002.
Em 2002, Haase fundou o grupo Signature Sound Quartet, que posteriormente veio a se chamar Ernie Haase & Signature Sound, grupo com o qual permanece até os dias de hoje.

## Discografia

### Solo[1]
- Journey On (1995)
- Amen! (1998)
- What a Difference a Day Makes (1998)
- Never Alone (2000)
- Why I Sing (2000)
- Songs Of The Savior (2001)
- Celebration Time (2002)

### Com Dixie Melody Boys[7]
- Streetwise (1985)

### Com Squire Parsons & Redeemed[3]
- Jesus Will Lead Me (1987)

### Com The Cathedral Quartet
- Ver artigo principal: Discografia de The Cathedral Quartet

### Com Old Friends Quartet
- Ver artigo principal: Discografia de Old Friends Quartet

### Com Signature Sound
- Ver artigo principal: Discografia de Ernie Haase & Signature Sound

## Prêmios

### Singing News Fan Award
O Singing News Fan Award é um prêmio concedido pela Singing News Magazine, revista especializada do gênero Southern Gospel, aos artistas escolhidos pelo público. O prêmio é concedido desde 1970, e desde 1991 Haase já recebeu inúmeros prêmios individuais e coletivos em diversas categorias:

#### Prêmios Individuais
- Artista Revelação Individual (1991)
- 1º Tenor Favorito (1994, 1995, 1996, 1997, 1998, 1999, 2003, 2005 e 2006)

#### Prêmios Coletivos
Com The Cathedral Quartet
- Grupo Favorito (1994, 1995 e 1996)
- Quarteto Masculino Tradicional Favorito (1997, 1998 e 1999)

Com Signature Sound
- Grupo Revelação (2002 e 2003)
- Quarteto Masculino Tradicional Favorito (2004,2005 - empatado com The Inspirations,2009 e 2014  )